# 勇者有點太囂張G
《勇者有點太囂張G》由日本及亚洲索尼电脑娱乐（SCEJA）製作，於2013年12月12日發行。